# Philipp Förster
Philipp Förster (Bretten, 4 febbraio 1995) è un calciatore tedesco, centrocampista del Darmstadt.

## Caratteristiche tecniche
È un centrocampista offensivo che agisce sulla trequarti; può essere utilizzato anche come ala o come centrocampista centrale.

## Carriera
Ha iniziato la sua carriera calcistica al Karlsruhe e nel 2010 si è trasferito al centro di formazione giovanile dello Stoccarda. Nel 2014 firma un contratto con il Waldhof Mannheim, club di Regionalliga. Fa il suo esordio in gare ufficiali il 24 settembre 2014 in occasione della partita di campionato pareggiata per 1-1 contro l'Hoffenheim II. L'11 ottobre 2014 mette a segno la sua prima rete in carriera, realizzando il secondo gol della partita vinta per 3-1 contro l'Hessen Kassel. Nella stagione 2015-2016 contribuisce con 6 reti alla vittoria del campionato di Regionalliga Südwest, fallendo però la promozioni in 3. Liga via play-off.
Il 31 gennaio 2017 viene ingaggiato dal Norimberga, club di 2. Bundesliga. Non trovando spazio nella compagine bavarese, scende in campo solo quattro volte con la squadra riserve per poi rescindere il contratto e accasarsi al Sandhausen. Il 27 agosto 2017 debutta in seconda divisione contro il Fortuna Düsseldorf avvicendando, nel secondo tempo, Markus Karl. Il 16 febbraio 2018 realizza la sua prima rete in un campionato professionistico, sancendo la vittoria in casa del Kaiserslautern per 1-0.
Il 2 settembre 2019 Förster viene acquistato dallo Stoccarda per 3 milioni di euro. Esordisce coi Roten il 14 settembre nella vittoria per 3-2 contro lo Jahn Ratisbona e mette a segno la sua prima rete sette giorni dopo in occasione della vittoria casalinga per 2-0 contro il Greuther Fürth. Con un totale di 26 presenze e tre reti contribuisce al ritorno in Bundesliga del club svevo.
Il 1º luglio 2022 viene ceduto al Bochum.

## Statistiche

### Presenze e reti nei club
Statistiche aggiornate al 29 marzo 2022.
| Stagione            | Squadra             | Campionato          | Campionato | Campionato | Coppe nazionali | Coppe nazionali | Coppe nazionali | Coppe continentali | Coppe continentali | Coppe continentali | Altre coppe | Altre coppe | Altre coppe | Totale | Totale | Totale |
| Stagione            | Squadra             | Comp                | Pres       | Reti       | Comp            | Pres            | Reti            | Comp               | Pres               | Reti               | Comp        | Pres        | Reti        | Pres   | Reti   |        |
| ------------------- | ------------------- | ------------------- | ---------- | ---------- | --------------- | --------------- | --------------- | ------------------ | ------------------ | ------------------ | ----------- | ----------- | ----------- | ------ | ------ | ------ |
| 2014-2015           | Waldhof Mannheim    | RL                  | 22         | 4          |                 | -               | -               |                    | -                  | -                  |             | -           | -           | 22     | 4      |        |
| 2015-2016           | Waldhof Mannheim    | RL                  | 32+2       | 6          |                 | -               | -               |                    | -                  | -                  |             | -           | -           | 34     | 6      |        |
| ago.-dic. 2016      | Waldhof Mannheim    | RL                  | 20         | 2          |                 | -               | -               |                    | -                  | -                  |             | -           | -           | 20     | 2      |        |
| Totale Mannheim     | Totale Mannheim     | Totale Mannheim     | 76         | 12         |                 | -               | -               |                    | -                  | -                  |             | -           | -           | 76     | 12     |        |
| mar.-apr. 2017      | Norimberga II       | RL                  | 4          | 0          |                 | -               | -               |                    | -                  | -                  |             | -           | -           | 4      | 0      |        |
| 2017-2018           | Sandhausen          | 2L                  | 28         | 3          | CG              | 0               | 0               |                    | -                  | -                  |             | -           | -           | 29     | 3      |        |
| 2018-2019           | Sandhausen          | 2L                  | 29         | 5          | CG              | 2               | 1               |                    | -                  | -                  |             | -           | -           | 31     | 6      |        |
| lug.-ago. 2019      | Sandhausen          | 2L                  | 5          | 1          | CG              | 1               | 0               |                    | -                  | -                  |             | -           | -           | 6      | 1      |        |
| Totale Sandhausen   | Totale Sandhausen   | Totale Sandhausen   | 62         | 9          |                 | 3               | 1               |                    | -                  | -                  |             | -           | -           | 65     | 10     |        |
| set. 2019-2020      | Stoccarda           | 2L                  | 26         | 3          | CG              | 2               | 0               |                    | -                  | -                  |             | -           | -           | 29     | 3      |        |
| ott. 2020           | Stoccarda II        | RL                  | 2          | 3          |                 | -               | -               |                    | -                  | -                  |             | -           | -           | 2      | 3      |        |
| 2020-2021           | Stoccarda           | BL                  | 25         | 3          | CG              | 2               | 0               |                    | -                  | -                  |             | -           | -           | 28     | 3      |        |
| ott. 2021           | Stoccarda II        | RL                  | 1          | 1          |                 | -               | -               |                    | -                  | -                  |             | -           | -           | 1      | 1      |        |
| Totale Stoccarda II | Totale Stoccarda II | Totale Stoccarda II | 3          | 4          |                 | -               | -               |                    | -                  | -                  |             | -           | -           | 3      | 4      |        |
| 2021-2022           | Stoccarda           | BL                  | 18         | 2          | CG              | 1               | 0               |                    | -                  | -                  |             | -           | -           | 19     | 2      |        |
| Totale Stoccarda    | Totale Stoccarda    | Totale Stoccarda    | 69         | 5          |                 | 5               | 0               |                    | -                  | -                  |             | -           | -           | 74     | 5      |        |
| Totale carriera     | Totale carriera     | Totale carriera     | 214        | 30         |                 | 8               | 1               |                    | -                  | -                  |             | -           | -           | 222    | 31     |        |